# Kuru (Iisaku)
Pour les articles homonymes, voir Kuru.

Kuru est un village de 57 habitants de la commune de Iisaku du comté de Viru-Est en Estonie. 